# Fear Street (Filmtrilogie)
Die Fear-Street-Reihe von Leigh Janiak, basierend auf den gleichnamigen Jugendbüchern von R. L. Stine, ist eine Horror/Thriller/Krimi-Filmreihe. Sie wurde im Juli 2021 mit jeweils einer Woche Abstand zwischen den Filmen auf Netflix veröffentlicht.

## Filme
| Film                     | Handlung | Veröffentlicht | Regisseurin  | Drehbuch                                     | Produzenten                                 |
| ------------------------ | --- | -------------- | ------------ | -------------------------------------------- | ------------------------------------------- |
| Fear Street Teil 1: 1994 | In der Kleinstadt Shadyside kommt es seit Jahrzehnten immer wieder zu Mordserien. Die Stadt gilt als Verbrechenshochburg der USA, während der Nachbarort, Sunnyvale, keine Verbrechen aufweist. Regelmäßig werden Menschen auf einen Schlag wahnsinnig und beginnen zu morden. Eine Reihe von vorherigen Mördern scheint wieder aufzuerstehen um weitere Personen zu töten. Sam soll das nächste Opfer werden, doch ihre Freunde wollen das verhindern. | 2. Juli 2021   | Leigh Janiak | Kyle Killen & Phil Graziadei & Leigh Janiak  | Peter Chernin & Jenno Topping & David Ready |
| Fear Street Teil 2: 1978 | 1994 gehen Deena und Josh Johnson zu Christine Bermans Haus, um sie um Hilfe zu bitten, da Deenas Freundin Sam besessen ist. Nachdem Christine "Ziggy" Berman sie hineinlässt, erzählt sie über die Geschehnisse im Camp Nightwing im Jahr 1978 und den Tod ihrer Schwester. | 9. Juli 2021   | Leigh Janiak | Zak Olkewicz & Phil Graziadei & Leigh Janiak | Peter Chernin & Jenno Topping & David Ready |
| Fear Street Teil 3: 1666 | Deena hat eine Vision, wodurch sie die letzten Lebenstage von Sarah Fier im Jahr 1666 erlebt. Hierdurch erfährt sie, wer wirklich hinter dem Fluch ist. Zusammen mit anderen, versucht sie im Jahr 1994 in der Mall dem ganzen mit einem Mord ein Ende zu bereiten. | 16. Juli 2021  | Leigh Janiak | Phil Graziadei & Leigh Janiak & Kate Trefry  | Peter Chernin & Jenno Topping & David Ready |

## Besetzung
Teilweise spielen die Darsteller aus 1994 und 1978 auch eine andere Figur im Jahr 1666.
| Rolle                           | Schauspieler/in      | Schauspieler/in  | Schauspieler/in      |
| ------------------------------- | -------------------- | ---------------- | -------------------- |
| Rolle                           | Im Jahr 1994         | Im Jahr 1978     | Im Jahr 1666         |
| Deena Johnson                   | Kiana Madeira        |                  |                      |
| Samantha "Sam" Fraser           | Olivia Scott Welch   |                  |                      |
| Josh Johnson                    | Benjamin Flores, Jr. |                  |                      |
| Nick Goode                      | Ashley Zukerman      | Ted Sutherland   |                      |
| Kate Schmidt                    | Julia Rehwald        |                  |                      |
| Simon Kalivoda                  | Fred Hechinger       |                  |                      |
| Martin P. Franklin              | Darrell Britt-Gibson |                  |                      |
| Heather Watkins                 | Maya Hawke           |                  |                      |
| Christine "Ziggy" Berman        | Gillian Jacobs       | Sadie Sink       |                      |
| Cindy Berman                    |                      | Emily Rudd       |                      |
| Mary Lane                       | Jordana Spiro        | Jordana Spiro    |                      |
| Alice                           |                      |                  | Ryan Simpkins        |
| Sarah Fier                      |                      |                  | Kiana Madeira        |
| Sarah Fier (Echte)              | Elizabeth Scopel     | Elizabeth Scopel | Elizabeth Scopel     |
| Hannah Miller                   |                      |                  | Olivia Scott Welch   |
| Henry Fier                      |                      |                  | Benjamin Flores, Jr. |
| Lizzie                          |                      |                  | Julia Rehwald        |
| Isaac / Shame Killer            | Fred Hechinger       | Fred Hechinger   | Fred Hechinger       |
| Solomon Goode                   |                      |                  | Ashley Zukerman      |
| Die Witwe                       |                      |                  | Jordana Spiro        |
| Constance Berman                |                      |                  | Sadie Sink           |
| Abigail Berman                  |                      |                  | Emily Rudd           |
| Mad Thomas                      |                      |                  | McCabe Slye          |
| Tommy Slater / Nightwing Killer | Dubel                | McCabe Slye      |                      |
| Ruby Lane                       | Jordyn DiNatale      | Jordyn DiNatale  |                      |

## Produktion
Am 9. Oktober 2015 berichtete TheWrap, dass ein Film, der auf R. L. Stines Fear-Street-Reihe basiert, von 20th Century Fox und Chernin Entertainment entwickelt wird. Die drei Filme wurden gleichzeitig gedreht. 2019 wurden die Dreharbeiten beendet. Die Regisseurin und Drehbuchautorin, Leigh Janiak, möchte die Filmreihe Ausweiten und ein "MCU des Horrors" aufbauen.

## Veröffentlichung
Der erste Teil der Trilogie sollte ursprünglich im Juni 2020 in den Kinos erscheinen. Die Idee war, die Filme im Abstand von einem Monat zu veröffentlichen. Aufgrund der COVID-19-Pandemie wurde dies verschoben. Nachdem Chernin Entertainment den gemeinsamen Vertrieb der Filme mit 20th Century Fox beendet hatte, wurde ein gemeinsamer Vertrieb der Trilogie mit dem Streamingdienst Netflix vereinbart. Die Filme erschien im Abstand von einer Woche. Der erste Teil wurde am 2. Juli 2021 veröffentlicht, der zweite am 9. Juli und der dritte am 16. Juli.